# Kazimierz Sosnowski
Ignacy Kazimierz Sosnowski (15. září 1875 Niepołomice – 15. prosince 1954 Krakov) byl profesorem na Ekonomické akademii v Krakově. Byl zakladatelem polské organizované turistiky, etnograf a autor četných turistických průvodců

## Život
Maturoval na gymnáziu v Krakově. Vystudoval filologii na Jagellonské univerzitě. Během studií pracoval jako pomocný knihovník na Akademii výtvarných umění. Po absolvování školy se stal učitelem na gymnáziu v Nowym Saczu. V roce 1906 se stal spoluzakladatelem Nowosadeckiego Oddziału Towarzystwa Tatrzańskiego "Beskid" a stal se jeho tajemníkem. V roce 1910 se přestěhoval do Krakova a po vypuknutí první světové války byl v září 1914 evakuován do Salcburku, kde vyučoval v kurzech polštiny a latiny. Po válce pracoval ve vedení Polské tatranské společnosti. Stal se zakladatelem mnoha bezkydských a tatranských turistických středisek, tvůrcem turistických tras a autorem řady turistických průvodců. Publikoval články o turistických pozoruhodnostech a historických památkách.
V letech 1920-1921 se podílel na pracích souvisících s referendem o budoucnosti Spiše a Oravy. V roce 1925 ho potkala rodinná tragédie, když při autonehodě zabil svou ženu, syna Jana a dceru Lydii. V roce 1927 se znovu oženil . V roce 1938 odešel do důchodu. Během druhé světové války byl zapojen do odboje. Po válce ještě pracoval jako učitel na obchodního akademii. Zemřel v roce 1954 a je pohřben v Krakově.

## Ocenění
- 1934 – Rytířský kříž Polonia Restituta.
- 1936 – Čestná zlatá medaile Polskiego Towarztstwa Tatrańskiego.
- 1948 – Důstojnický kříž Řádu Odrodzenia Polski
- 1955 – posmrtně udělena Medaile cti PTTK